# Ipari alpinista

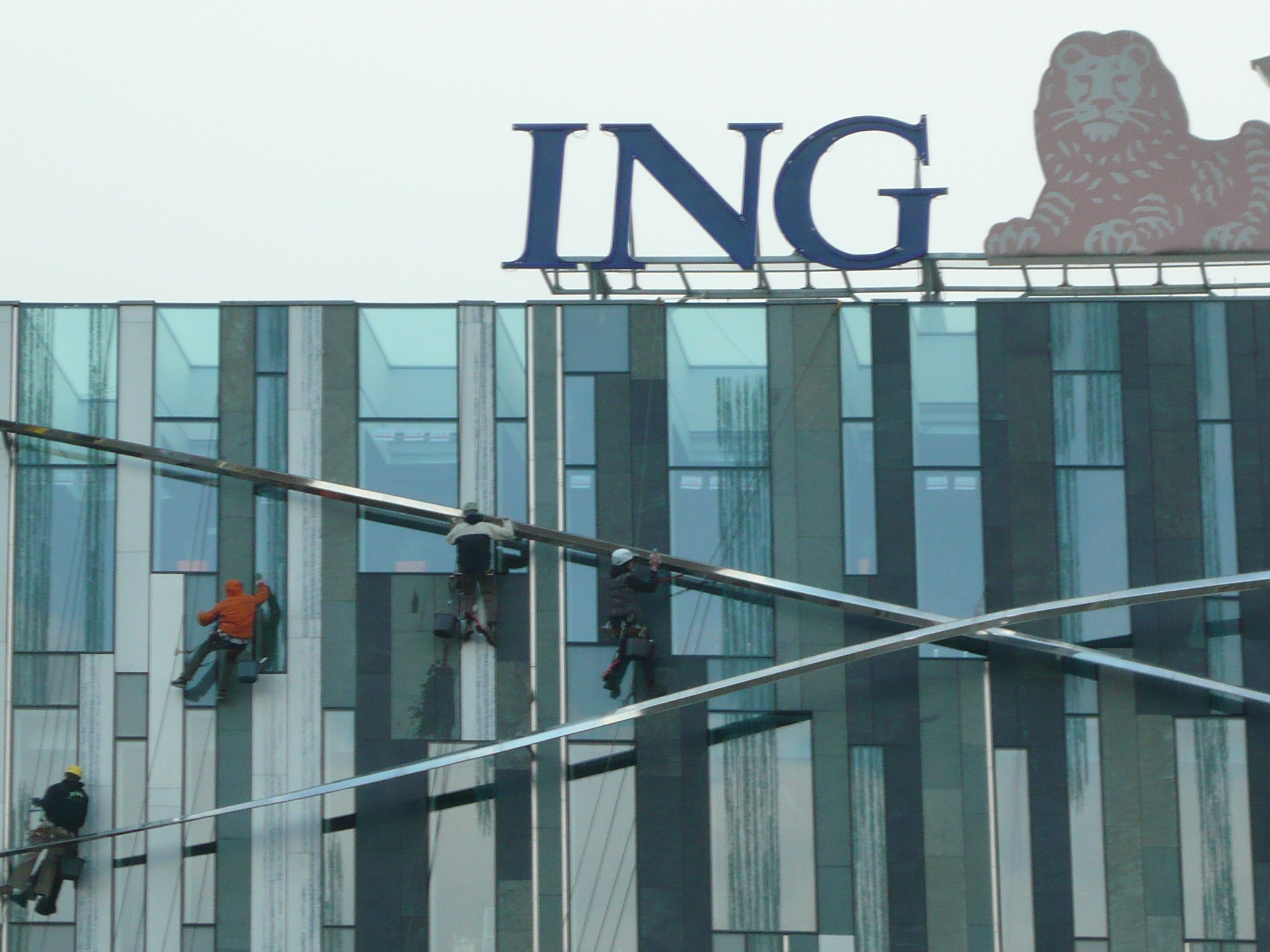
Ipari alpinisták munka közben

Az ipari alpinista az alpintechnikához kiválóan értő szakember, aki általában félstatikus kötélen lógva, általában ülőpadban ülve dolgozik épületeken, nagy méretű gépeken (például darukon), antennákon, olajfúró tornyokon vagy egyéb, más módszerekkel nehezen hozzáférhető helyeken. A FEOR-08-ban a 7912 alatt szerepel.
Ipari alpinista alkalmazásával elérhető, hogy például vakoláshoz, kültéri festéshez, reklámfestéshez, javításokhoz vagy bármilyen egyéb munkákhoz nem kell felállványozni az épületeket, így jelentős költségek spórolhatók meg.
Az ipari alpinista felszerelését legalább két félstatikus kötél, egy ereszkedőgép, karabinerek, mászógépek, egy beülő, egy ülőpad, hevedergyűrűk és egy biztosító eszköz alkotják.

## Feladatai
- a munkavégzés helyszínének, jellegének felmérése;
- gépi vagy kézi erővel végzett emelési, mozgatási feladatoknál a szükséges eszközök és technológia, valamint a tárgy, illetve anyag mozgatási útvonalának meghatározása, emelési terv készítése a várható terhelések figyelembevételével;
- a felszerelés vizuálisan és tapintással történő vizsgálata naponta, a sérült, nem megfelelő műszaki állapotú eszközök kicserélése, a felszerelés karbantartása;
- a mentéshez, elsősegélynyújtáshoz szükséges eszközök, anyagok előkészítése, a segélyhívás technikai lehetőségének biztosítása, mentési terv készítése;
- a felszerelés, az egyéni védőeszközök és a kommunikációs eszközök kiválasztása, működőképességének ellenőrzése;
- a munkaterület alatti terület biztonságáról való gondoskodás;
- a munkavégzéshez szükséges és kötelező egyéni védőeszközök felszerelése, a biztosítási elemek állapotának ellenőrzése;
- a biztosító és ereszkedő pontok meghatározása, kötélrögzítési pontok elhelyezése, illetve a kötelek bekötése az előkészített pontokhoz (standépítés), szükség esetén a visszafutásgátló rendszer kiépítése;
- az emelési feladatok elvégzéséhez szükséges pálya kiépítése a lezuhanás elleni védelem folyamatos megléte mellett;
- a munkavégzés helyszínén, rögzített állapotban a munkafeladat elvégzése, a szükséges biztosítás meglétének folyamatos ellenőrzése mellett;
- a munkát végző személy le- vagy beeresztése, mozgatása, biztosítása;
- a pálya kritikus részein a szakmai felügyelet biztosítása, a pálya lebontása, a munkálatok elvégzését követően a munkaterület átadása.

## Jellemző munkakörök
- Homlokzatmosó
- Homlokzattisztító